# ダン・フェンノ・ヘンダーソン
ダン・フェンノ・ヘンダーソン（Dan Fenno Henderson、1921年 - 2001年3月14日）は、アメリカ合衆国の比較法学者、日本法学者、ワシントン大学 (University of Washington)法科大学院名誉教授。
ヘンダーソンは、ワシントン大学法科大学院にアジア法のプログラムを設け、日本国外では初めて、日本法が組織的に教授される体制を組み、日米法学会の役員を長く務めた。

## 経歴
ヘンダーソンは、1921年、ワシントン州シェラン (Chelan) に生まれた。
第二次世界大戦中の1944年に、ホイットマン・カレッジ (Whitman College) で政治学の学士号を得て卒業後、徴兵され、ミシガン大学に置かれていたアメリカ陸軍の語学学校で日本語研修を受け、併せてミシガン大学から東洋学研究の学士号を1945年に得た。その後、連合国軍占領下の日本に派遣され、おもに北海道や九州で検閲に従事した。
1947年に除隊して帰国したヘンダーソンは、復員兵援護法 (GI法) の制度を利用してハーバード・ロー・スクールに進み、1949年にJDを取得した。その後、一時シアトルで法曹実務に就いた後、カリフォルニア大学バークレー校に学び、江戸時代から明治時代にかけての日本の法制度を研究して1955年に政治学の博士号（PhD）を得た。
その後、サンフランシスコに拠点を置く法律事務所の一員として、東京で実務に従う。
1962年に帰国し、ワシントン大学法科大学院教授となり、フォード財団の支援を得て東アジア法のプログラムの創設に従事した。
以降、ヘンダーソンは精力的に日本を中心とするアジア圏の法学研究に従事するとともに、教育にも力を尽くし、アジア圏の法学研究者との交流拠点としてワシントン大学の地位向上に尽力した。さらに、教育研究のかたわら、法曹実務にも関わり続け、1972年には、日本人の教え子たちとともに、東京に足立・ヘンダーソン・宮武・藤田法律事務所を開設した。
1983年、最初の出身大学であったホイットマン・カレッジから名誉法学博士 (Honorary LLD) が贈られた。1991年にワシントン大学を退職し名誉教授となった後も、ミズーリ州セントルイスの私立大学セントルイス・ワシントン大学や、カリフォルニア大学ヘイスティングス法科大学院（Hastings College of the Law）で教鞭をとり続けた。
2001年に死去した後、その蔵書は、ワシントン大学法科大学院のマリアン・グルド・ギャレガー法律図書館 (the Gallagher Law Library) に遺贈された。
合衆国に相当数の日本法研究者が存在するという状況が形成される過程で、ヘンダーソンやその弟子たちの役割は大きく、ヘンダーソンは没後も「日本法の大家」であったと評されている。

## 著書
ヘンダーソンのおもな業績は、ロバート・ブリットによってまとめられている。
特に重要な業績のひとつは、服部高顯とともに編集にあたった、英語では最初の日本の民事訴訟法についての包括的な研究書である"Civil Procedure in Japan"（1988年）である。